# Новостроевское сельское поселение (Белгородская область)
Новостро́евское се́льское поселе́ние — упразднённое муниципальное образование в составе Грайворонского района Белгородской области Российской Федерации.
Административным центр — село Новостроевка-Первая.
19 апреля 2018 года упразднено при преобразовании Грайворонского района в Грайворонский городской округ.

## История
Новостроевское сельское поселение образовано 20 декабря 2004 года в соответствии с Законом Белгородской области № 159.

## Население
| 2010 | 2011 | 2012 | 2013 | 2014 | 2015 | 2016 |
| ---- | ---- | ---- | ---- | ---- | ---- | ---- |
| 839  | ↘835 | ↗841 | ↘828 | ↗838 | ↗848 | ↗887 |
| 2017 | 2018 |      |      |      |      |      |
| ↗892 | ↘884 |      |      |      |      |      |

## Состав сельского поселения
| № | Населённый пункт    | Тип населённого пункта       | Население |
| - | ------------------- | ---------------------------- | --------- |
| 1 | Байрак              | хутор                        | →0        |
| 2 | Новостроевка-Вторая | село                         | ↘193      |
| 3 | Новостроевка-Первая | село, административный центр | ↗646      |